# Manuel De Vecchi
Manuel De Vecchi (Verona, 8 de octubre de 1980) es un deportista italiano que compitió en ciclismo en la modalidad de BMX. Ganó una medalla de plata en el Campeonato Mundial de Ciclismo BMX de 2008, en la prueba de cruiser masculino.

## Palmarés internacional
| Campeonato Mundial | Campeonato Mundial | Campeonato Mundial | Campeonato Mundial |
| Año                | Lugar              | Medalla            | Competición        |
| ------------------ | ------------------ | ------------------ | ------------------ |
| 2008               | Taiyuan (China)    | Medalla de plata   | Cruiser            |